# Dolichopoda matsakisi
Dolichopoda matsakisi är en insektsart som beskrevs av Boudou-saltet 1972. Dolichopoda matsakisi ingår i släktet Dolichopoda och familjen grottvårtbitare. Inga underarter finns listade i Catalogue of Life.